# Pommeren (streek)

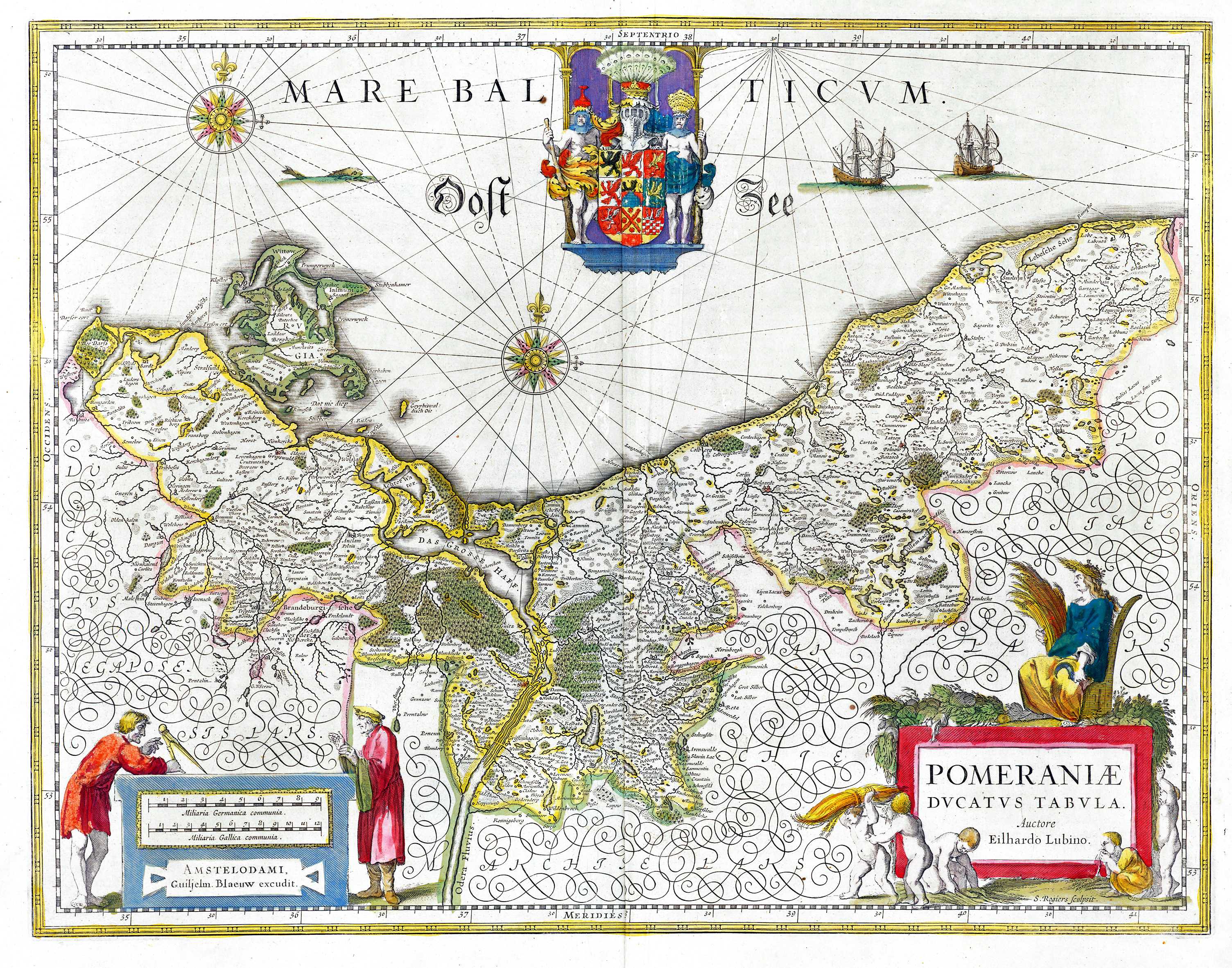
17e-eeuwse kaart van Pommeren

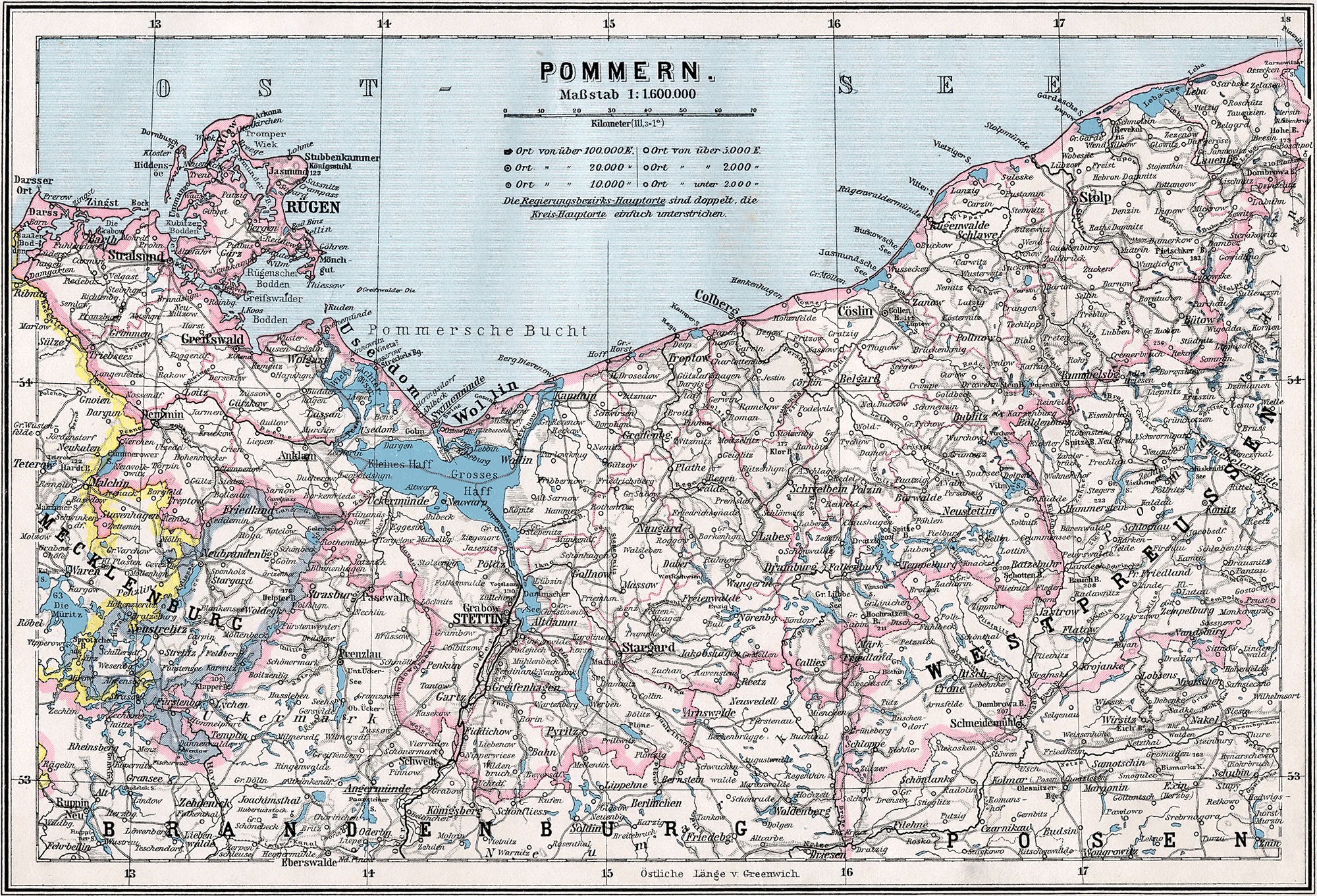
De Pruisische provincie Pommeren in 1905

Pommeren (Duits: Pommern, Pools: Pomorze) is een historische regio aan de zuidkust van de Oostzee die gedeeltelijk in Duitsland en gedeeltelijk in Polen ligt. De naam is van Slavische oorsprong en betekent ongeveer Zeeland (po morze is Pools voor tot aan de zee of bij de zee).

## Gebied
Het gebied werd vanouds verdeeld in Voor-Pommeren en Achter-Pommeren, waartussen de Oder sinds 1945 de staatsgrens is tussen Polen en Duitsland, en hoewel de oude hoofdstad Szczecin (Duits: Stettin) aan de westelijke zijde van de rivier ligt, is zij toch bij Polen gevoegd. Vanouds was deze stad de voornaamste van Pommeren. Oostelijk van het eigenlijke Pommeren ligt nog de landstreek Pommerellen met Gdańsk (Danzig) als voornaamste stad. Dit gebied kwam in 1308 door koop in handen van de Duitse Orde. 
Het sinds 1945 Duits gebleven Pommeren, vanouds Voor-Pommeren geheten, behoort sindsdien tot de nieuwe deelstaat Mecklenburg-Voor-Pommeren. Het in 1945 Pools geworden Pommeren, vanouds Achter-Pommeren, is ingedeeld in de provincies (woiwodschappen) West-Pommeren met de hoofdstad Szczecin, Pomorze (Pommeren) met de hoofdstad Gdańsk en Koejavië-Pommeren.

## Bevolking

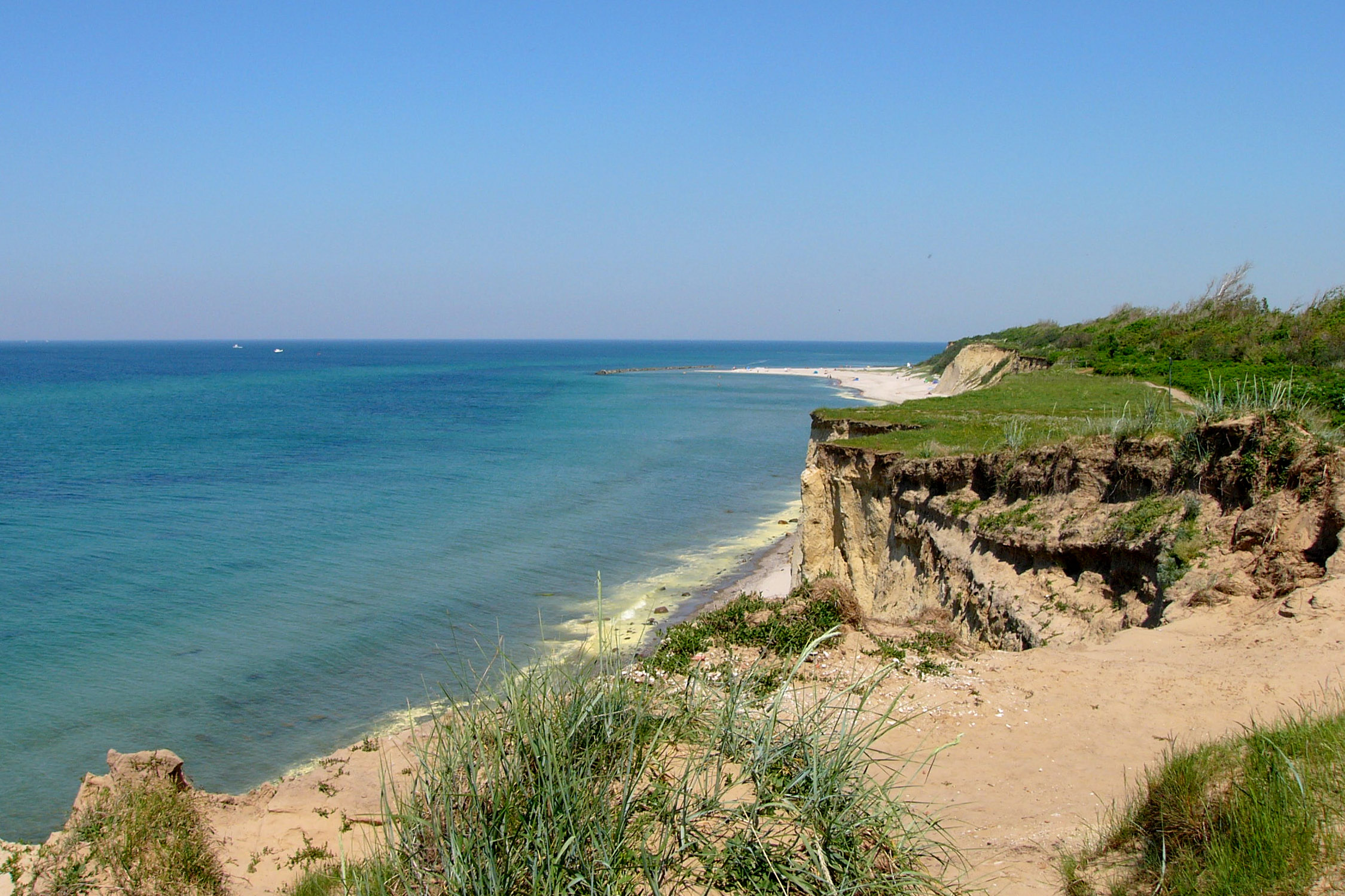
Strand bij Ahrenshoop, Darß

Pommeren is in deze eeuwen een economisch marginaal gebied gebleven. Het leverde voornamelijk bosbouw- en landbouwproducten. Industrie kwam tot ontwikkeling in de hoofd- en havenstad Stettin. Deze stad ontwikkelde zich tot de derde zeehaven van het Duitse Rijk. Niettemin emigreerde een verhoudingsgewijs groot deel van de bevolking naar Amerika, waar een uitgebreid netwerk van Pommerse culturele verenigingen ontstond.
De Pommerse samenleving bleef tot het laatst gedomineerd door het Junkertum, de adellijke kaste van grootgrondbezitters, waarvan de boerenstand zeer afhankelijk bleef. Uit deze Junker (Nederlands: jonkers) werd traditioneel een deel van het officierskorps van het Pruisische leger en later de Wehrmacht gerekruteerd.
De Tweede Wereldoorlog bracht grote verwoestingen in Pommeren. Het Sovjetleger veroverde het gebied en bij de Conferentie van Potsdam werd bepaald dat de Oder de nieuwe Pools-Duitse grens zou worden. De bevolking van 1.750.000 mensen werd, voor zover niet gevlucht, vrijwel geheel uit Pommeren verdreven. Minstens 200.000 mensen kwamen om bij hun vlucht of tijdens de Sovjet-invasie. In hun plaats kwamen Poolse immigranten, voor een deel uit door Polen aan de Sovjet-Unie afgestaan gebied. Ook Stettin en omgeving, op de westelijke, linkeroever van de Oder, moesten in juli 1945 door Duitsland aan Polen worden afgestaan. Voor-Pommeren werd in 1949 onderdeel van de DDR. De naam verdween als bestuurlijke aanduiding. Vanaf 1990 is de naam Pommeren in Duitsland weer in gebruik, in de naam van de deelstaat Mecklenburg-Voor-Pommeren.